# 鵰鴞
鵰鸮，属于鸱鸮科鵰鸮属，又名鹫兔、怪鸱、角鸱、恨狐、老兔。分布于遍布欧亚地区、斯堪的纳维亚、向东通过前苏联、东到萨哈林岛、千岛群岛、伊朗、印度、缅甸、非洲从撒哈拉大沙漠南缘、到阿拉伯地区、中国等地，多生活于山地林木以及裸露的岩石丛或峭壁上。该物种的模式产地在瑞士。

## 生态环境
雕鸮栖息在山中林间，裸露的岩石或悬崖上，属夜行性鸟类，白天在藏身处休息，晚上才外出活动。

## 分布地域
雕鸮是分布非常广泛的物种，在整个欧亚大陆均可见到本物种，北起斯堪的纳维亚半岛，东至库页岛，南达撒哈拉沙漠南缘、伊朗、印度北部，西抵整个欧洲；在中国全国可见。

## 特征

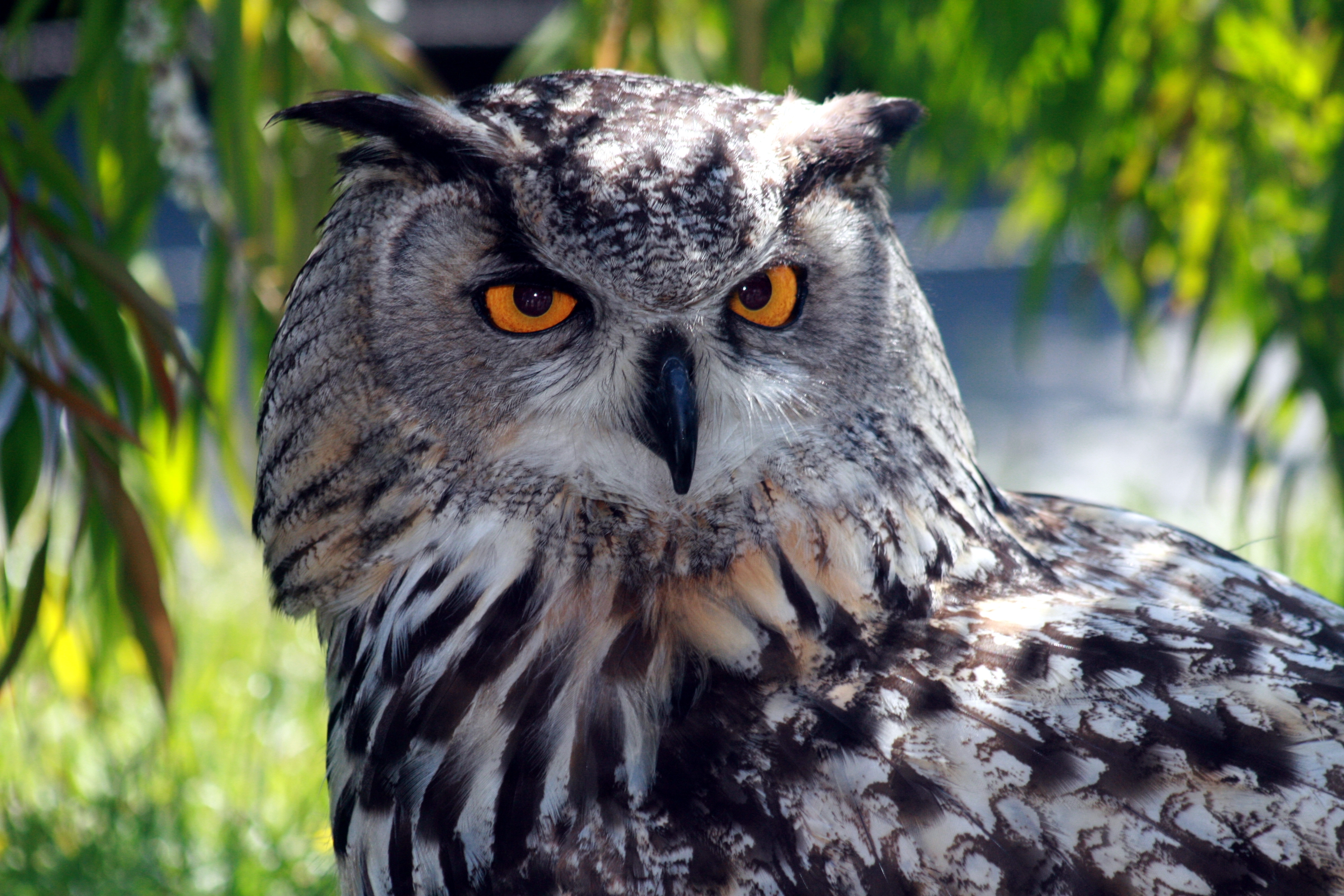

雕鸮是分布极其广泛的物种，亚种分化也极多，据统计，雕鸮有多达41个亚种，当然不同学派的学者对亚种的分化有不同的标准，这41个亚种并不是所有鸟类学者共同认同的。不同的亚种有着不同的外形特征，但作为一个物种，这些物种有着共同的特征。雕鸮是体形最大的鸮形目鸟类，体长可达80厘米以上。类似其他鸮形目鸟类，雕鸮体色暗哑，隐蔽性很强，具面盘和耳羽但面盘的边界不似长耳鸮等其他常见中型鸮类那般明显，耳羽很长，呈簇状并向水平方向伸展；体羽以棕褐色为基调，上背和翅上的羽毛具大块黑斑，腹部羽毛具幼细的深褐色横纹和由深褐色羽干形成的粗大纵纹。双腿被羽，甚至延伸到趾，这令本物种看起来极其粗犷有力。虹膜为橙黄；喙灰色；脚黄色。在受到惊吓的时候，本物种会耸起双肩，将双翅半开于体侧，并不断转身使自己正对侵入者，半开的双翅乍看起来就像是其头部的一部分，这颗硕大的“脑袋”非常吓人，同时它还会用力击打上下喙，发出清脆的咔吧咔吧声，以示警告，这种状态是雕鸮的最后通牒，遇到这种状态的雕鸮，切记绝对不能进一步惊扰它，否则会遭到牠的攻击。

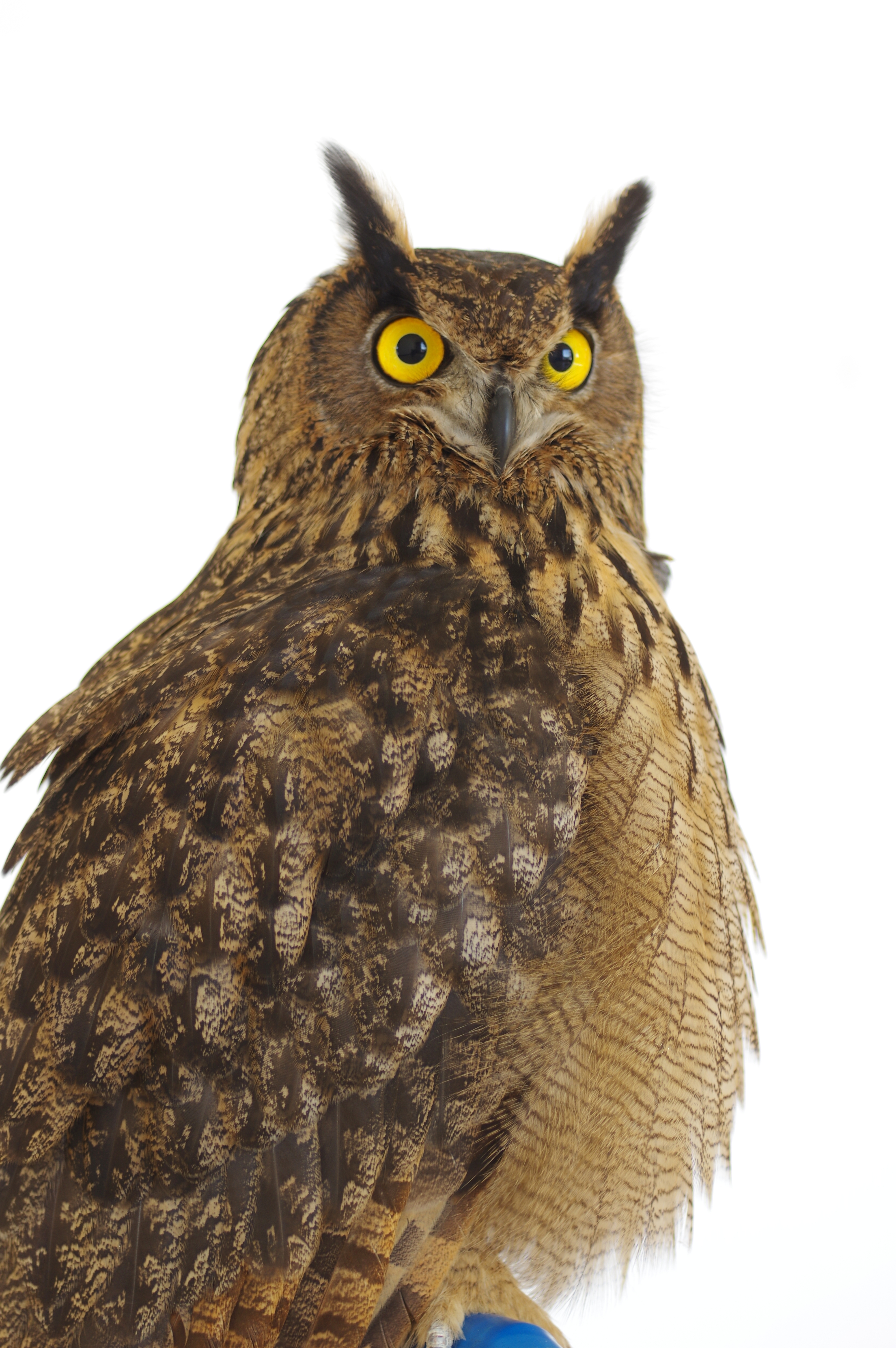
成鳥全身照

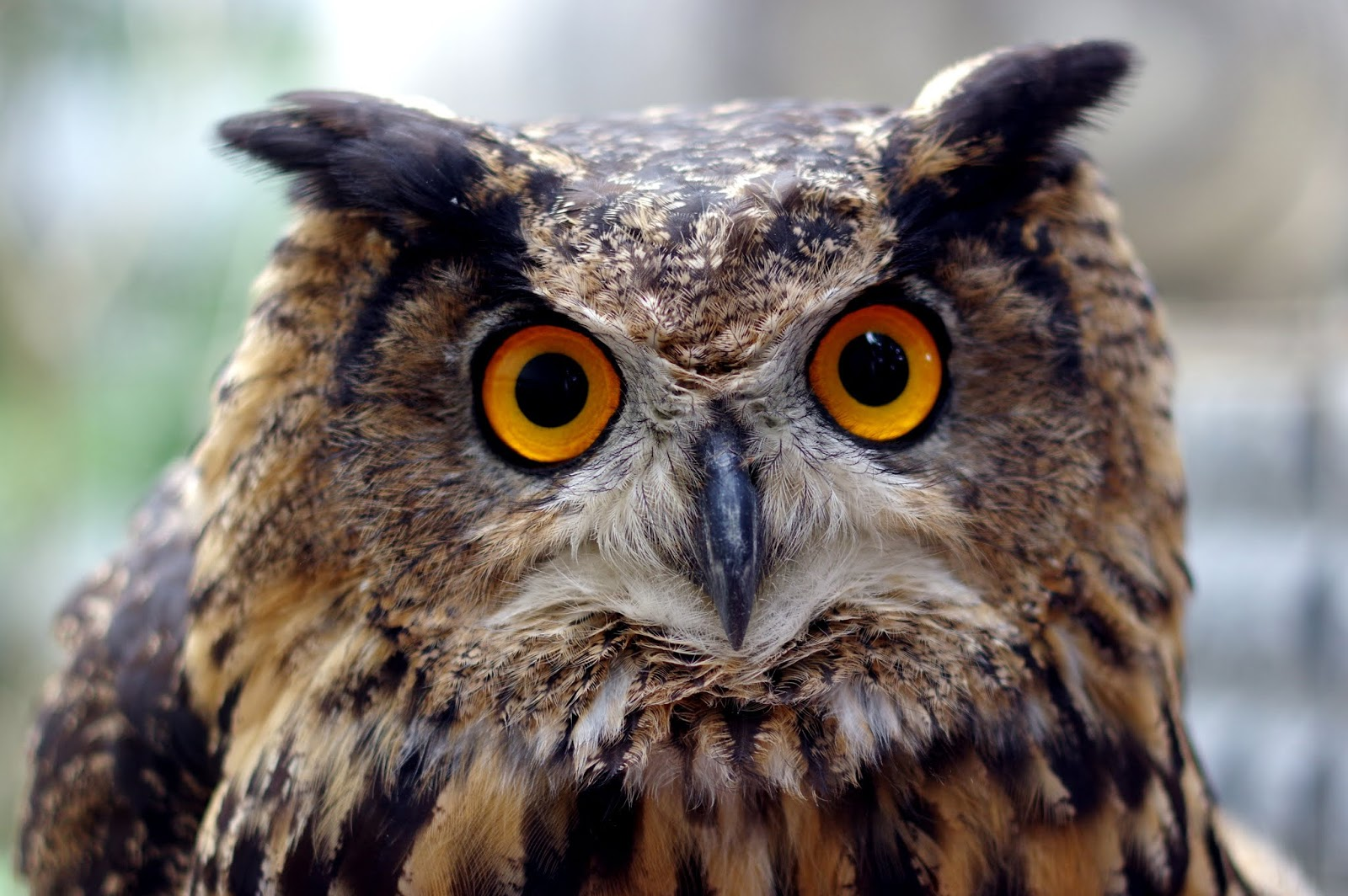
成鳥頭像

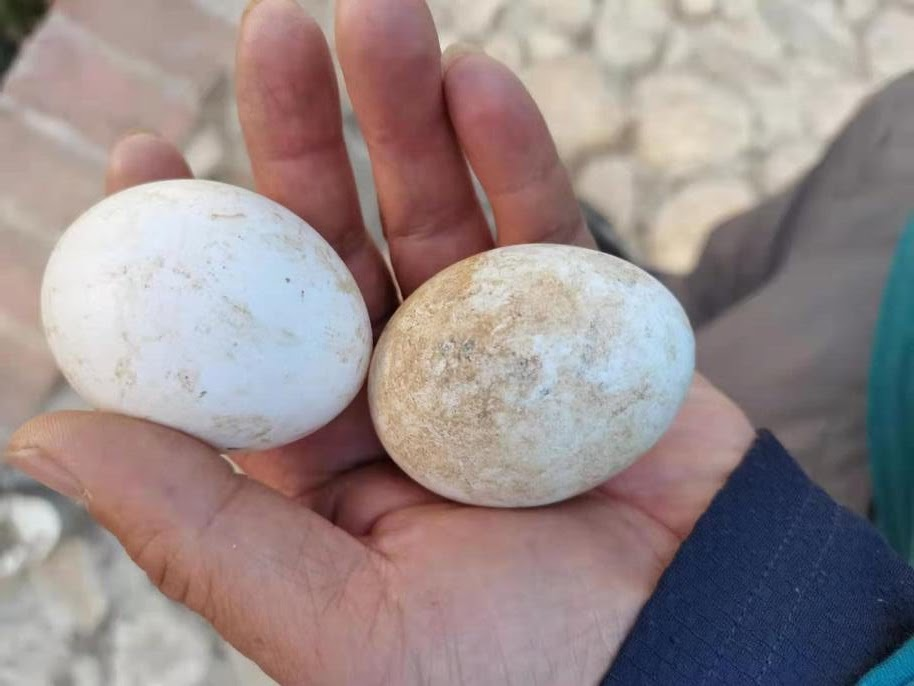
蛋

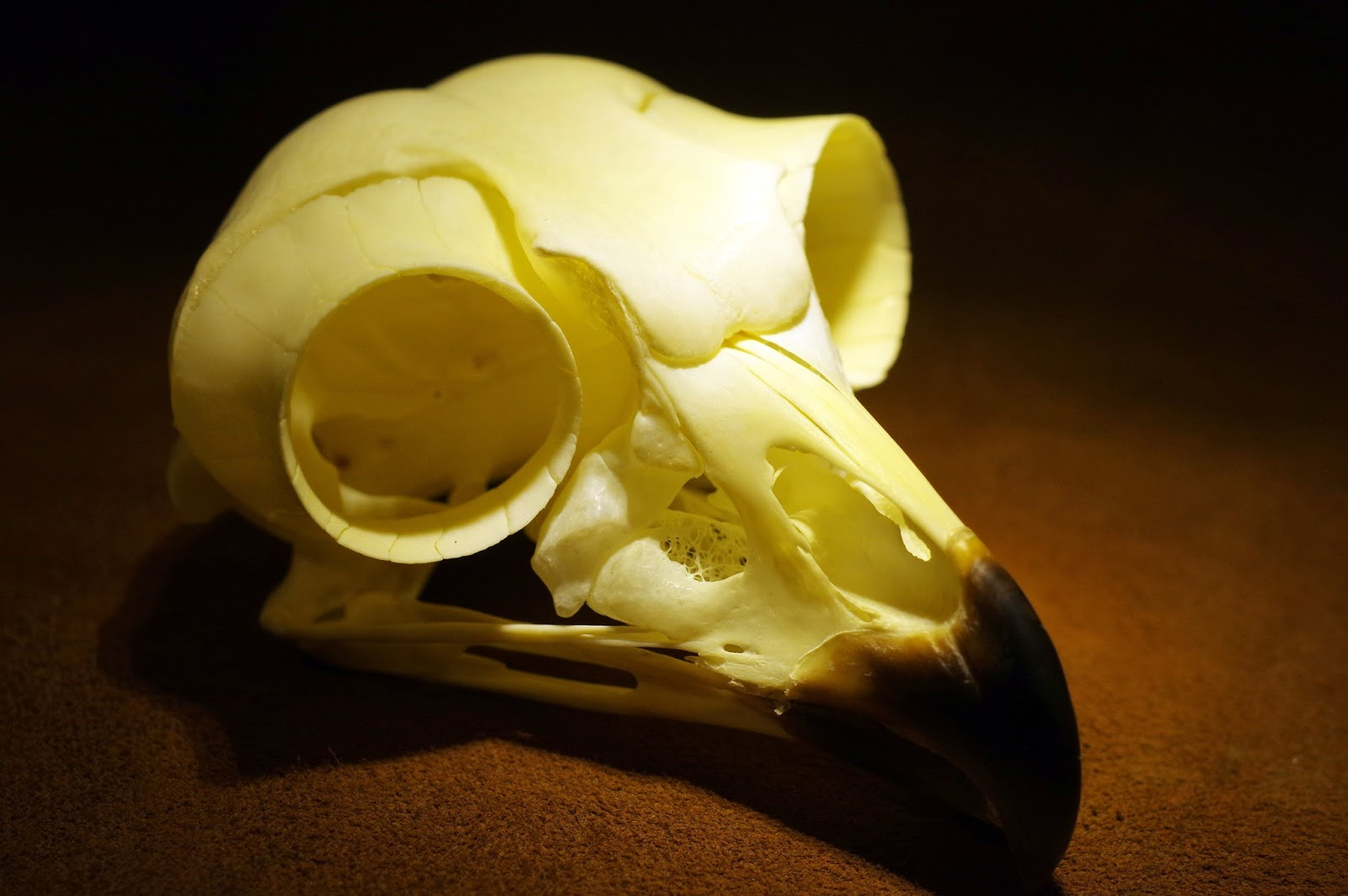
頭骨

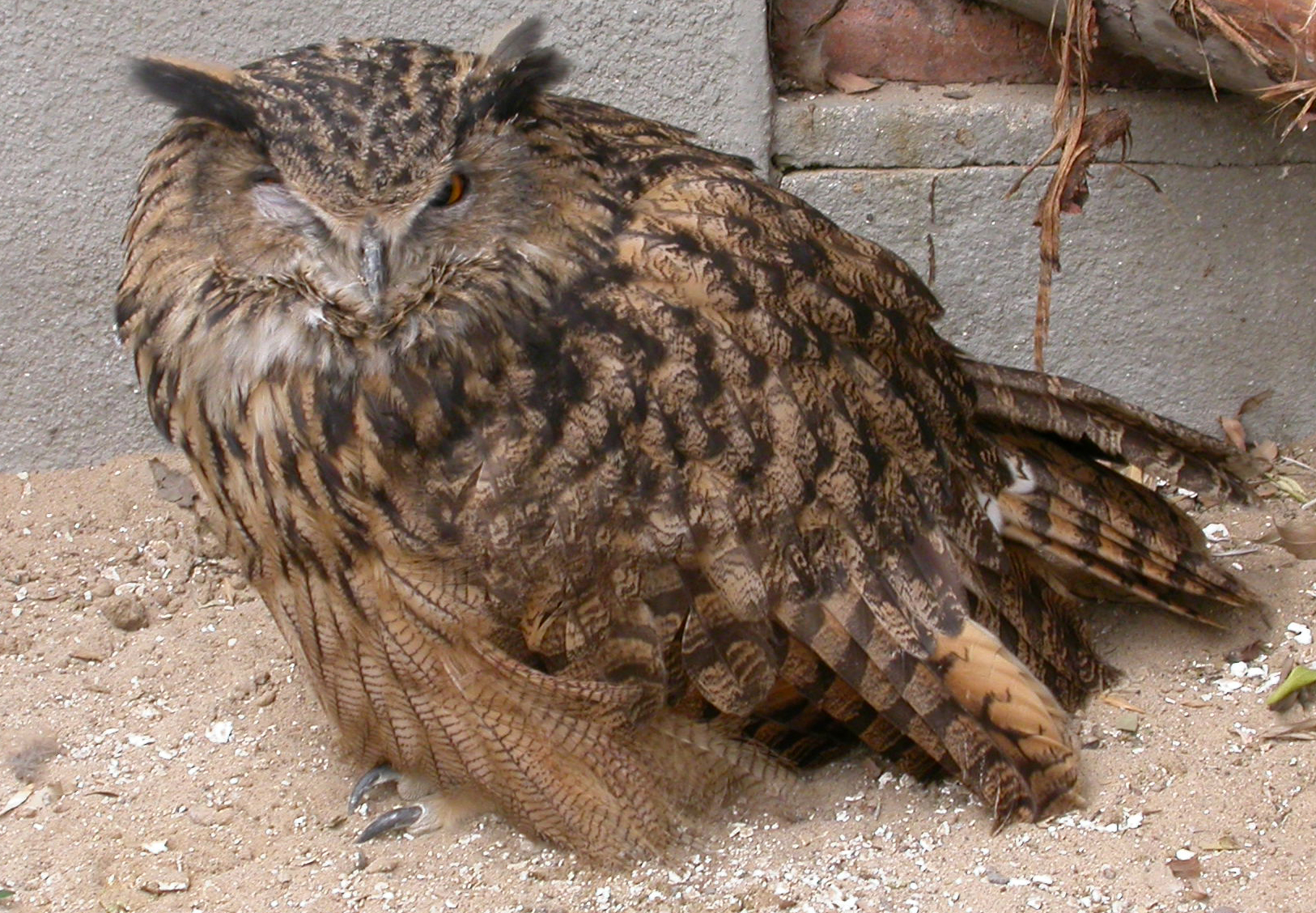
孵化中的雌鳥

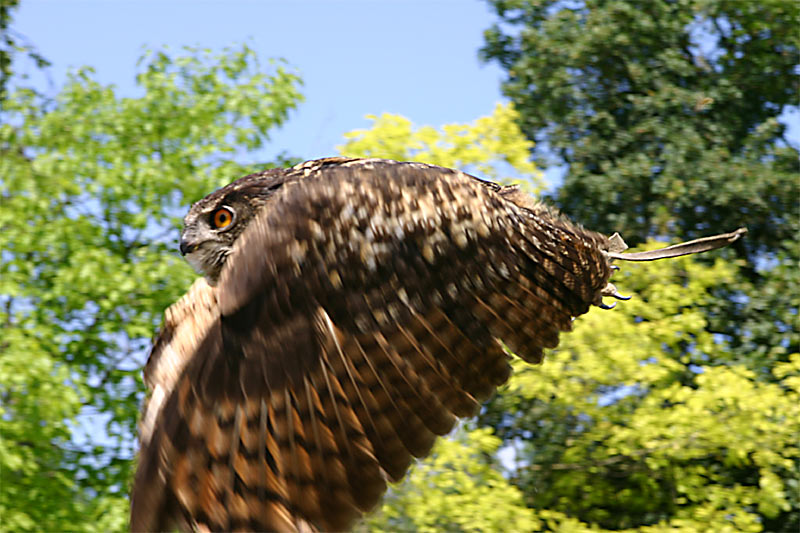
飛行照

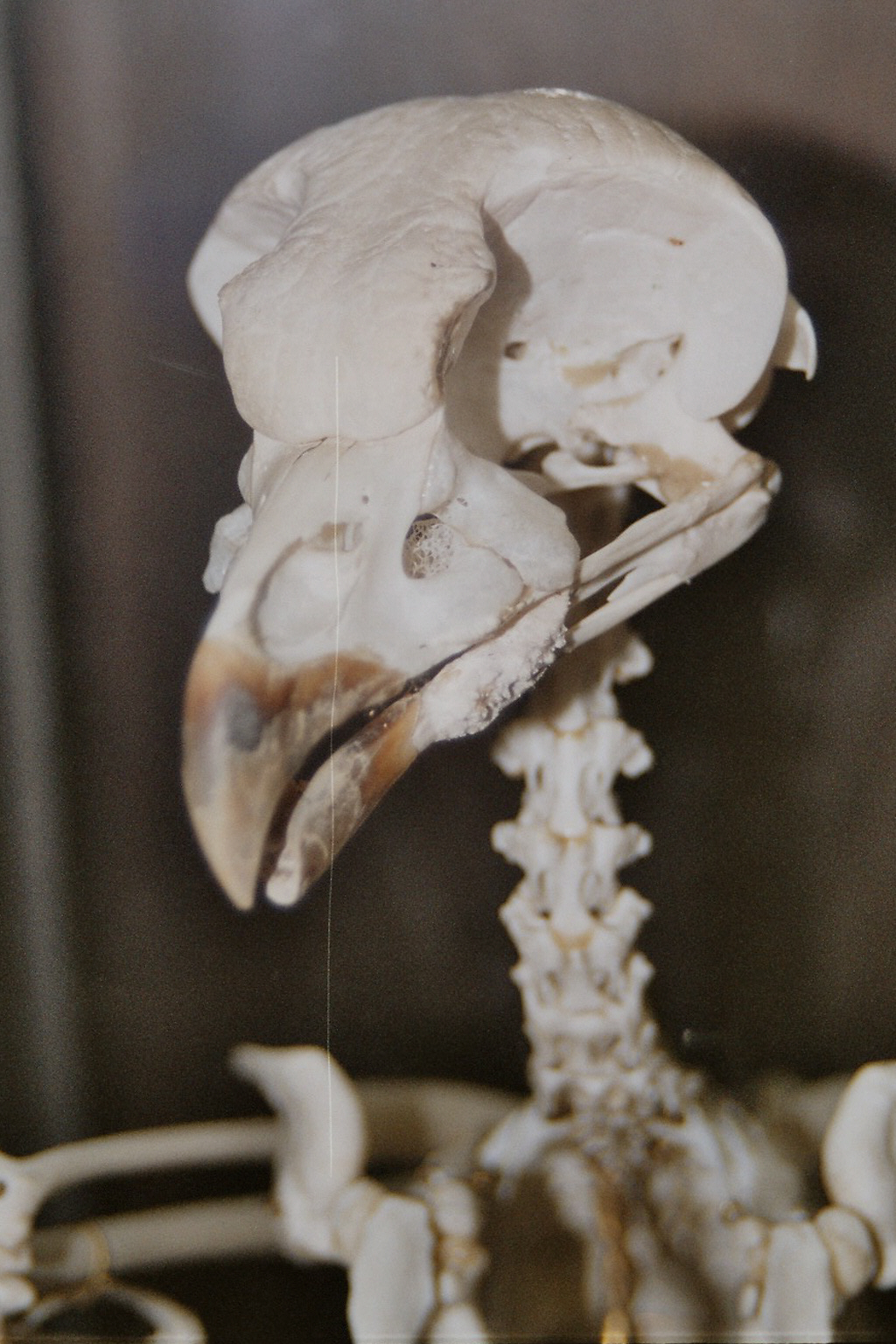
頭頸骨骼

## 食物
所有的鸮型目鸟类均为典型的肉食性鸟类，雕鸮的食物以各种鼠类为主，通过分析他们的唾餘，人们发现雕鸮的主要食物是黑线姬鼠，还包括小家鼠、大足鼠、褐家鼠、社鼠等。

## 繁殖与保护
本物种最早在12月就开始寻找配偶，在这个阶段雄性和雌性会相互接近并表现出相互梳理羽毛、对唱、相互亲吻等行为，经过3－5天感情酝酿之后开始交配。雕鸮筑巢于峭壁中突出岩石上，巢甚简单，仅为雌鸟用脚爪在地上刨出来得一个小坑，甚至没有任何填充物，仅在产卵后垫以少量的羽毛。每巢产卵3－5枚，由雌鸟负责孵化，雏鸟为晚成雏。
- CITES濒危等级： 附录II 生效年代：1997年
- 中国国家重点保护动物等级：二级 生效年代：1989年
- 中国濒危动物红皮书等级： 稀有 生效年代：1996年
- 濒危因素：本物种受到灭鼠运动和非法捕猎的威胁，草原上开展的灭鼠运动大量使用高毒高残留的鼠药，对以老鼠为食的雕鸮遭受到严重的影响；此外中医理论认为去羽毛及內臟的雕鸮全体，有解毒、定惊、祛风湿的功效，刺激本物种作为药物的非法捕猎。

## 亚种
- 鵰鸮準噶爾亚种（学名：Bubo bubo auspicabilis）。分布于前苏联以及中国大陆的新疆等地。该物种的模式产地在吉尔吉斯。[3]
- 鵰鸮天山亚种（学名：Bubo bubo hemachalana）。分布于印度、巴基斯坦以及中国大陆的内蒙古、青海、新疆、西藏等地。该物种的模式产地在印度古卢。[4]
- 鵰鸮华南亚种（学名：Bubo bubo kiautschensis）。分布于朝鲜、日本以及中国大陆的甘肃、陕西、山东、河南、南至福建、广东、广西、西抵四川、云南等地，主要生活于在四川、栖居在人为干扰少的悬崖峭壁上以及悬崖上生长着马桑、黄荆、蔷薇等植物。该物种的模式产地在山东胶州。[5]
- 鵰鸮塔里木亚种（学名：Bubo bubo tarimensis）。分布于桑金河、可能到达杭爱山脉以及中国大陆的新疆等地。该物种的模式产地在新疆塔里木盆地、罗布泊。[6]
- 鵰鸮西藏亚种（学名：Bubo bubo tibetanus）。在中国大陆，分布于青海、四川、云南、西藏等地。该物种的模式产地在青海玉树。[7]
- 鵰鸮东北亚种（学名：Bubo bubo ussuriensis）。分布于前苏联、蒙古以及中国大陆的黑龙江、辽宁、吉林、内蒙古、河北、山西等地。该物种的模式产地在乌苏里江流域。[8]
- 鵰鸮北疆亚种（学名：Bubo bubo yenisseensis）。分布于前苏联以及中国大陆的新疆等地。该物种的模式产地在西伯利亚中部克拉斯诺亚尔斯克。[9]